# Васкон (Тревизо)
Васкон је насеље у Италији у округу Тревизо, региону Венето.
Према процени из 2011. у насељу је живело 854 становника. Насеље се налази на надморској висини од 28 м.